# Bracon xanthocephalus
Bracon xanthocephalus är en stekelart som beskrevs av Cameron 1907. Bracon xanthocephalus ingår i släktet Bracon och familjen bracksteklar. Inga underarter finns listade.